# University Heights (Iowa)
University Heights és una població dels Estats Units a l'estat d'Iowa. Segons el cens del 2000 tenia 987 habitants.

## Demografia
Segons el cens del 2000, University Heights tenia 987 habitants, 467 habitatges, i 254 famílies. La densitat de població era de 1.411,4 habitants/km².
Dels 467 habitatges en un 22,1% hi vivien nens de menys de 18 anys, en un 46,9% hi vivien parelles casades, en un 4,5% dones solteres, i en un 45,6% no eren unitats familiars. En el 35,8% dels habitatges hi vivien persones soles el 6,9% de les quals corresponia a persones de 65 anys o més que vivien soles. El nombre mitjà de persones vivint en cada habitatge era de 2,11 i el nombre mitjà de persones que vivien en cada família era de 2,74.
Per edats la població es repartia de la següent manera: un 18,1% tenia menys de 18 anys, un 10,7% entre 18 i 24, un 36,1% entre 25 i 44, un 22,5% de 45 a 60 i un 12,6% 65 anys o més.
L'edat mediana era de 36 anys. Per cada 100 dones de 18 o més anys hi havia 97,1 homes.
La renda mediana per habitatge era de 48.929 $ i la renda mediana per família de 79.044 $. Els homes tenien una renda mediana de 48.542 $ mentre que les dones 36.397 $. La renda per capita de la població era de 32.484 $. Entorn del 4,6% de les famílies i l'11,1% de la població estaven per davall del llindar de pobresa.

## Poblacions més properes
El següent diagrama mostra les poblacions més properes.